# Lymeon rufatus
Lymeon rufatus là một loài tò vò trong họ Ichneumonidae.